# 집행유예
| |
| 형법 刑法 |
| 형법학 · 범죄 · 형벌 죄형법정주의 |
| 범죄론 |
| 구성요건 · 실행행위 · 부작위범 간접정범 · 미수범 · 기수범 · 중지범 불능범 · 상당인과관계 고의 · 고의범 · 착오 과실 · 과실범 공범 · 정범 · 공동정범 공모공동정범 · 교사범 · 방조범 |
| 항변 |
| 위법성조각사유 · 위법성 · 책임 · 책임주의 책임능력 · 심신상실 · 심신미약 · 정당행위 · 정당방위 · 긴급피난 · 오상방위 · 과잉방위 · 강요된 행위                                     |
| 죄수 |
| 상상적 경합 · 연속범 · 병합죄 |
| 형벌론 |
| 사형 · 징역 · 금고 벌금 · 구류 · 과료 · 몰수 법정형 · 처단형 · 선고형 자수 · 작량감경 · 집행유예                                                                                  |
| 대인범죄 |
| 보통살인죄 · 존속살해죄 · 자살교사·방조죄 |
| 촉탁승낙살인죄 · 영아살해죄 · 낙태죄 |
| 상관살해죄 |
| 폭행죄 · 상해치사죄 · 절도죄 |
| 성범죄 · 성매매알선 · 강간죄 |
| 유괴 · 과실치사상죄 · |
| 대물범죄 |
| 손괴죄 · 방화죄 |
| 절도죄 · 강도죄 · 사기죄 |
| 사법절차 방해죄 |
| 공무집행방해죄 · 뇌물죄 |
| 위증죄 · 배임죄 |
| 미완의 범죄 |
| 시도 · 모의 · 공모 |
| 형법적 항변 |
| 자동증, 음주 & 착오 |
| 정신 이상 · 한정책임능력 |
| 강박 · 필요 |
| 도발 · 정당방위 |
| 다른 7법 영역 |
| 헌법 · 민법 · 형법 |
| 민사소송법 · 형사소송법 · 행정법 |
| 포털: 법 · 법철학 · 형사정책 |
| v • d • e • h |

집행유예(執行猶豫, suspended sentence)는 형법에서 형의 선고에 있어서 그 정상이 가볍고 형의 현실적 집행의 필요가 없다고 인정되는 경우에 범인에 대해서 일정한 형의 집행을 유예하고 유예기간을 무사히 경과하면 선고된 형의 실효(失效)를 인정하는 제도를 말한다. 이는 단기자유형이 사실상 개과천선의 실효(實效)를 얻지 못하는 폐단을 수정하여 실제로 형을 집행하지 않으면서도 현실적 집행과 동일한 효과를 거두겠다는 목적을 가지는 것으로서 소위 형식적 정의(形式的正義)를 일부 제한함으로써 구체적 타당성의 실현을 의도하는 제도이다.
형의 집행유예를 하는 것은 3년 이하의 징역 또는 금고 또는 500만 원 이하의 벌금의 형을 선고할 경우에 형법 제51조의 사항을 참작하여 그 정상에 참작할 사유가 있고 금고 이상의 형의 선고를 받아 집행을 종료한 후 또는 집행이 면제된 후로부터 3년 이상의 기간이 경과한 자에 한하며 그 유예의 기간은 1년 이상 5년 이하이다(형법 제62조 제1항). 집행유예의 선고를 받은 자가 유예기간 중 금고 이상의 형의 선고를 받아 그 판결이 확정된 때에는 집행유예의 선고는 효력을 잃는다(제63조). 집행유예의 선고를 받은 후 금고 이상의 형의 선고를 받아 집행을 종료한 후 또는 집행이 면제된 후로부터 5년이 경과하지 아니하였다는 사실이 발각된 때에는 집행유예의 선고를 취소한다(제64조). 집행유예의 선고를 받은 후 그 선고의 실효(失效) 또는 취소됨이 없이 유예기간을 경과한 때에는 형의 선고는 효력을 잃는다(제65조). 따라서 그 후 5년 이내에 다시 죄를 범한 경우에도 집행유예를 할 수 있고 또 자격제한도 소멸한다.

## 현황
2012년 2016년 6월까지 5년동안 전국에서 재판받은 형사사범이 119만4662명이며, 이중 22만2202명(18.6%)이 실형을 선고받았고 집행유예는 31만2853명(26.2%)이 선고받았다. 부산지방법원은 10만7001명의 형사사범을 재판해 이중 2만598명(19.3%)에 대해 집행유예율이 가장 낮았으나 춘천지방법원은 3만8404명 중, 1만2397명이 집행유예를 받아 32.3%에 이른다.이외에도 제주지법은 31.8%, 창원지법 28.8%, 의정부지법 28.4%, 광주지법 28.1%, 수원지법 27.8%, 대구지법 27.7% 울산지법 26.7% 등의 집행유예율을 나타났다. 2013년부터 2016년 6월까지 국가보안법 위반 혐의로 기소돼 재판을 받은 인원이 총 352명인데 이중에서 184명이 집행유예를 선고받아 집행유예율은 52.2%에 이르고 특히 광주고등법원 관할 지방법원은 실형을 선고받은 사례가 없었다. 동일기간 성폭력범죄 처벌 등에 관한 법률 특례법위반사건의 1심 집행유예 비율은 울산지방법원이 35.9%로 가장 높았고 이어 전주지법 35.5%, 창원지법 32.5%, 광주지법 32%, 제주지법 30.3%이며 부산지방법원 집행유예 비율은 2012년 20.9%, 29.5%, 29.8%, 30.2%, 33.3%로 증가추세이다. 만13세 미만 아동 성폭력 집행유예율은 48.5%인 전주지방법원이 가장 높은데 2008년 국민참여재판 도입 후 실질 참석률은 전국 꼴찌이다. 2015년 상반기 '만 13세 미만 13세 미만 아동 성폭력 범죄자 246명 가운데 117명(47.6%)이 집행유예를 선고 받았다. 2013년 34.2%였던 아동성범죄자 집행유예 비율은 2014년 37.2%에서 2015년 상반기 47.6%로 점차 증가 추세이다. 2011년 58.2%, 2012년 56.2%, 2013년 54.6%, 2014년 52.7%로 감소하던 횡령 배임 집행유예율이 2015년 횡령·배임 혐의로 재판에 넘겨진 4148명 중 54.6%인 2264명이 집행유예를 선고받았다.
2015년에 교통사고처리특례법 위반 혐의 사건 5521건 중 4850건에 대해 집행유예가 선고돼 집행유예율이 87.8%를 기록해 가장 높았고 과실치사상(86.2%), 도로교통법(77.7%), 폭령행위등처벌에관한법률(73.9%) 등의 순이었다. 반면 집행유예율이 가장 낮은 범죄는 2011년 38%, 2012년 37%, 2013년 35.2%, 2014년 35.5%에 이어 2015년에는 최근 5년간 가장 낮은 33.9%를 기록한 사기 공갈죄였다. 절도·강도죄는 2011년 50.1%, 2012년 48.2%, 2013년 47.1%, 2014년 46.7%를 기록하며 감소 추세였다가 2015년 39.1%를 기록해 40%를 밑돌았다. 2012년 ~ 2017년 고금리 대출, 미등록 대부업체 운영 등 대부업법을 위반한 사범은 총 5105명으로 이중 실형을 선고받은 인원은 212명(4.1%), 벌금형을 선고받은 인원은 2611명(51%)이며 집행유예 선고 인원은 1506명(29.5%)이다. 특히 집행유예는 2012년 27%에서 2017년 6월 기준으로 37%로 급증했다.
2012년 선고된 뇌물이 절반을 넘는 가운데 직권남용, 직무유기 등 공무원범죄의 집행유예 비율은 42.6%이며 형사범죄 전체의 집행유예 비율 21.1%에 비해 두 배 이상 높았다. 2012년 처리된 공무원범죄 사건 807건 중 집행유예 선고가 내려진 사건은 344건으로 전체의 42.6%였으며 선고유예도 26건(3.2%) 있었다. 형사범죄 전체로는 2008년 30.8%에서 2009년 29.5%, 2010년 25.4%, 2011년 22.2% 2012년 21.1%(28만7883건 중 6만624건)까지 집행유예율이 지속적으로 하락했지만 공무원범죄는 2008년 37.1%, 2009년 43.3%, 2010년 37.9%, 2011년 43.4% 등 줄곧 40% 안팎의 수치이다. ‘전국 지법별 집시법 위반사범 선고 현황’에 따르면 2012년부터 2016년 6월 말까지 1552명의 집시법 위반사범이 재판을 받았으나 이 중 7명(0.5%)에 대해서 실형이 선고되었고 부산·대구고법 관내 지방법원은 전체 281명 중 4명 실형선고였다. 5년간 창원지법은 집시법 위반사범 36명 중 실형 선고가 없었던 반면 집행유예율은 36.1%에 달해 전국에서 광주지법 36.2%에 이어 두 번째로 집행유예를 많이 선고했다

## 판례
- 집행유예 선고의 판결확정 전에 이미 수사단계에서 검사가 집행유예 결격사유가 되는 전과의 존재를 당연히 알 수 있는 객관적 상황이 존재하였음에도 부주의로 알지 못한 경우에도 집행유예의 선고를 취소할 수 없다

- 징역형과 벌금형을 병과하는 경우 징역형에 대하여 그 집행을 유예하면서 벌금형에 대하여는 그 선고를 유예할 수 있다.[8]
- 형법 제41조, 사면법 제5조 제1항 제2호, 제7조 등의 규정의 내용 및 취지에 비추어 보면, 여러 개의 형이 병과된 사람에 대하여 그 병과형 중 일부의 집행을 면제하거나 그에 대한 형의 선고의 효력을 상실케 하는 특별사면이 있은 경우, 그 특별사면의 효력이 병과된 나머지 형에까지 미치는 것은 아니므로 징역형의 집행유예와 벌금형이 병과된 신청인에 대하여 징역형의 집행유예의 효력을 상실케 하는 내용의 특별사면이 그 벌금형의 선고의 효력까지 상실케 하는 것은 아니다.[9]
- 집행유예기간의 시기는 집행유예를 선고한 판결 확정일로 하여야 하고 법원이 판결 확정일 이후의 시점을 임의로 선택할 수는 없다.[10]
- 형의 집행유예를 선고받은 사람이 형법 제65조에 의하여 그 선고가 실효 또는 취소됨이 없이 정해진 유예기간을 무사히 경과하여 형의 선고가 효력을 잃게 되었더라도 이는 형의 선고의 법률적 효과가 없어진다는 것일 뿐 형의 선고가 있었다는 기왕의 사실 자체까지 없어지는 것은 아니므로 형법 제59조 제1항 단행에서 정한 선고유예 결격사유인 자격정지 이상의 형을 받은 전과가 있는 자에 해당한다고 보아야 한다[11]
- 하나의 자유형 중 일부에 대해서는 실형을 나머지에 대해서는 집행유예를 선고하는 것은 허용되지 않는다[12]
- 병역법위반으로 집행유예를 선고받은 B가 그 집행유예기간 중에 다시 병역법위반죄를 저질러 공소가 제기되어 재판 중 집행유예기간이 도과되었다면 법원은 B에 대하여 다시 집행유예를 선고할 수 있다.[13]
- 집행유예를 선고할 경우에는 보호관찰을 받을 것을 명하거나 사회봉사 또는 수강을 명할 수 있으나, 보호관찰과 사회봉사 또는 수강을 동시에 명할 수 있다[14]
- 집행유예기간 중에 범한 범죄라고 할지라도 집행유예가 실효 또는 취소됨이 없이 그 유예기간이 경과한 경우에는 이에 대해 다시 집행유예의 선고가 가능하다.[15]
- 형의 집행유예를 선고받은 사람이 형법 제65조에 의하여 그 선고가 실효 또는 취소됨이 없이 정해진 유예기간을 무사히 경과하여 형의 선고가 효력을 잃게 되었더라도, 그는 형법 제59조 제1항 단서에서 정한 선고유예 결격사유인 ‘자격정지 이상의 형을 받은 전과가 있는 자’에 해당한다.[16]
- 법원이 피고인에게 유죄로 인정된 범죄행위를 뉘우치거나 그 범죄행위를 공개하는 취지의 말이나 글을 발표하도록 하는 내용의 사회봉사를 명하고 이를 위반할 경우 형법 제64조 제2항에 의하여 집행유예의 선고를 취소할 수 있도록 함으로써 그 이행을 강제하는 것은, 헌법이 보호하는 피고인의 양심의 자유, 명예 및 인격에 대한 심각하고 중대한 침해에 해당하므로 허용될 수 없다.[17]
- 집행유예의 선고를 받은 후 그 선고의 실효 또는 취소됨이 없이 유예기간을 경과한 때에는 형법 제65조가 정하는 바에 따라 형의 선고는 효력을 잃는 것이고, 그와 같이 유예기간이 경과함으로써 형의 선고가 효력을 잃은 후에는 형법 제62조 단행의 사유가 발각되었다고 하더라도 그와 같은 이유로 집행유예를 취소할 수 없고 그대로 유예기간경과의 효과가 발생한다.[18]

## 같이 보기
- 입건
- 선고유예
- 체포
- 체포영장
- 구속